# 北宅站 (北京市)
北宅站是一个京通铁路上的铁路车站，位于北京市怀柔区桥梓镇北宅村，建于1976年，目前为四等站，邮政编码为101415。目前客运：办理旅客乘降；行李、包裹托运；货运：办理整车、零担货物发到。